# Ant Clemons
Ant Clemons (* 26. September 1991; eigentlich Anthony Clemons Jr.) ist ein US-amerikanischer R&B-Musiker aus Willingboro in New Jersey. Nach einigen Erfolgen als Songwriter und Hintergrundsänger für andere Musiker gelang ihm 2020 der eigene Durchbruch mit seinem Album Happy 2 Be Here.

## Biografie
Ant Clemons wuchs in New Jersey auf. 2016 ging er nach Los Angeles, um als Songwriter ins Musikgeschäft einzusteigen. Über Ryan Toby gelang ihm der Einstieg und die Single Drip von Luke James war einer seiner ersten Beiträge. Mit Uforo Ebong nahm er wenig später ein Demo auf, aus dem 2018 der Hit All Mine von Kanye West wurde. Da das Lied ursprünglich für Jeremih geplant war, tauchte aber versehentlich dessen Name in den Credits auf statt der von Clemons. Aber von da an setzte ihn West häufig als Songwriter und Backgroundsänger ein. Unter anderem war er bei YBN Cordae, Beyoncé und Skrillex im Hintergrund tätig. Seine Beteiligung am Nummer-eins-Album Jesus Is King von Kanye West brachte ihm bei der Veröffentlichung zwei Platzierungen in den US-Singlecharts.
Daneben nutzte Clemons diese Verbindungen auch für seine eigene Karriere. 2019 veröffentlichte er mit Unterstützung von Timbaland seine erste Single 4 Letter Word. Weitere Songs, unter anderem Excited mit Ty Dolla Sign, folgten und 2020 trug er seine Lieder in seinem Debütalbum Happy 2 Be Here zusammen. Bei den Grammy Awards 2021 wurde das Lied in der Kategorie Bestes R&B-Album nominiert.
Anfang 2021 tat er sich mit Justin Timberlake zusammen und erreichte mit der gemeinsamen Single Better Days seine erste eigene Platzierung in den Singles-Hot-100.

## Diskografie
Alben
- Happy 2 Be Here (2020)

Lieder
- 4 Letter Word (feat. Timbaland, 2019)
- Excited (mit Ty Dolla Sign, 2019)
- Mama I Made It (2019)
- Beep (2020)
- Freak (2020)
- Better Days (feat. Justin Timberlake, 2020)